# Las Plantas Mexicanas del Genero Yucca
Las Plantas Mexicanas del Género Yucca (abreviado Pl. Mex. Genero Yucca) es un libro con ilustraciones y descripciones botánicas que fue escrito conjuntamente por los botánicos Eizi Matuda & Ignacio Piña-Luján y publicado en México en el año 1980.